# 서플로리다 공화국
서플로리다 공화국(스페인어: República de Florida Occidental, 프랑스어: République de Floride occidentale), 공식적으로 플로리다국은 스페인령 서플로리다 서부 지역에서 2+1⁄2개월 남짓 동안 단명한 공화국이었다. 1810년 후반에 미국에 합병되어 점령되었다. 이후 동부 루이지애나주의 일부가 되었다.

## 역사
1810년 9월 23일, 6월부터 시작된 회의를 마치고, 반란군들은 배턴루지에 있는 스페인 요새를 점령하고, 새공화국의 깃발을 휘날렸다. 이 깃별은 파란 바탕에 흰 색의 별이 그려진 깃발이었다. 이 깃발은 서플로리다 용기병 사령관이었던 아이작 존슨의 아내였던, 멜리사 존슨이 만든 깃발이었다. 보니 블루 플래그로 명명된 이 깃발은 50년 이후 미국 독립 전쟁에서도 다시 한번 휘날리게 되었다.

## 같이 보기
- 서플로리다
- 스페인령 플로리다
- 루이지애나 준주
- 영국령 서플로리다